# 마토가타역
마토가타역(일본어: 的形駅, まとがたえき)은 일본 효고현 히메지시에 있는 산요 전기철도 본선의 역이다. 역 번호는 SY 36이다.

## 역 구조
상대식 승강장 2면 2선을 가진 지상역이다. 역사(개찰구)는 히메지 방면 승강장의 고베 방향에 있으며 반대쪽의 고베 방면 승강장은 구내 과선교에서 연결된다. 개찰 창구는 무인화되어 있다.

### 승강장
| 역사측 | ■ 본선(하행) | 시카마・히메지・아보시 방면   |
| 반대측 | ■ 본선(상행) | 아카시・산노미야・오사카 방면 |

## 역 주변
가코가와시에서 히메지시 서부에 걸친 하리마 임해 공업 지대 중, 본 역 주변을 중심으로 하는 구역은 마토가타 조개 사냥터・해수욕장과 오아카 벽 등이 있고, 매립 및 대규모 공장 건설은 이루어지지 않았다. 해수욕장에는 옆의 오시오 역에서 해안까지 무료 셔틀 버스가 다니기 때문에 그 쪽이 편리하다(전화 연결 필수).
- 히메지 시청 마토가타 서비스 센터
- 야카지조
- 히메지 마토가타 우체국
- 히메지 시립 마토가타 초등학교
- 히메지 시립 유어 센터
- 미나토 신사
- 마토가타 캠프장
- 청소년 야영장

## 역사
- 1923년 8월 19일: 고베히메지 전기철도의 개통과 동시에 설치.
- 1927년 4월 1일: 우지가와 전기에 의한 합병으로 본 회사의 역이 됨.
- 1933년 6월 6일: 우지가와 전기 철도 부문이 분리되어 산요 전기철도의 역이 됨.
- 1972년 3월 31일: 역사 개축.

## 사진

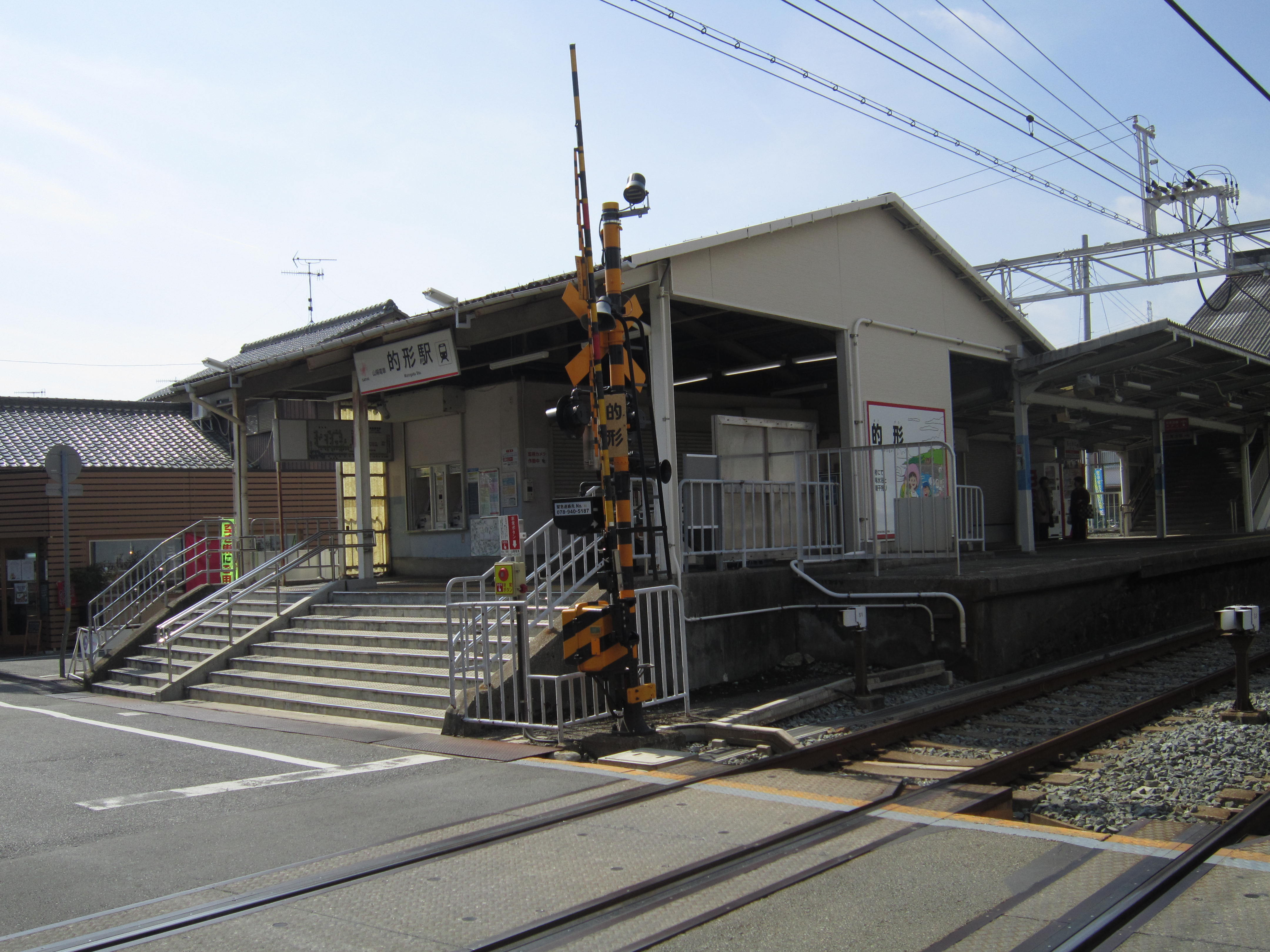
건널목

## 인접역
| 산요 전기철도 ■ 본선               | 산요 전기철도 ■ 본선 | 산요 전기철도 ■ 본선       |
| ---------------------------------- | -------------------- | -------------------------- |
| SY 35 오시오 우메다・니시다이 방면 | ■ S특급 ■ 보통       | 야카 SY 37 산요히메지 방면 |